# Richard Estes
Richard Estes (Kewanee, Illinois, 14 de maig de 1932) és un artista americà, especialment conegut per les seves pintures fotorealistes. Les seves obres consisteixen generalment en ciutats inanimades, amb netes i amb reflexos i paisatges geomètrics. És considerat un dels fundadors del moviment fotorealista internacional de finals dels anys 60, amb pintors com John Baeder, Ralph Goings, Chuck Close, Audrey Flack, i Duane Hanson. Autor Graham Thompson va escriure "Una demostració de com la fotografia es va assimilar en el món de l'art és l'èxit de la pintura fotorealista de finals dels 60 i principis dels 70. També rep el nom de super-realisme o hiper-realisme i pintors com Richard Estes, Denis Peterson, Audrey Flack, i Chuck Close sovint treballaven amb fotografies per crear quadres que semblaven fotografies.

## Primers anys
Quan era jove, Estes es va traslladar a Chicago amb la seva família, on va estudiar belles arts a l'Escola de l'Institut d'Art de Chicago (1952–56). Allà va estudiar les obres de pintors realistes com Edgar Desgas, Edward Hopper, i Thomas Eakins, que tenen una forta presència en la col·lecció de l'Institut d'Art. Després d'acabar els seus estudis, Estes es va traslladar a la ciutat de Nova York i, durant els següents deu anys, va treballar com a artista gràfic per diversos editors de revista i agències publicitàries de Nova York i d'Espanya. Durant aquest període, va pintar en el seu temps lliure. Va viure a Espanya d'ença de 1962 i l'any 1966 ja va poder dedicar-se plenament a la pintura.

## Obra
Estes es mantenia fidel a les fotografies que utilitzava: quan les seves obres incloïen adhesius, senyals o aparadors, els mostrava sempre invertits, a causa de la reflexió en vidres. Les seves obres no acostumen a incloure escombraries o neu al voltant dels edificis, ja que creia que aquests detalls detreuen els edificis en si. Les pintures mostren sempre escenes amb llum de dia, evocant "matins plàcids i tranquils de diumenge". Les obres d'Estes s'esforcen a crear una tridimensionalitat convincent en teles bidimensionals. El seu art ha estat etiquetat amb molts termes, des de super-realisme, neo-realisme, foto-realisme, a realisme radical. El terme utilitzat més freqüentment és super-realisme. La majoria de les pintures d'Estes de principis dels 60 són de gent de ciutat en activitats quotidianes. A partir de 1967, va començar a pintar botigues i edificis amb aparadors i finestres de vidre i, més sobretot, les imatges reflectides per les finestres. Les pintures es feien sobre fotografies en color que feia ell mateix, que atrapaven la naturalesa evanescent de les reflexions, que canviarien amb les diferents llums del dia.
Les pintures d'Estes es basaven en diverses fotografies de la matèria. Va evitar utilitzar imatges d'icones famoses de Nova York. Les seves pintures proporcionaven detalls fins invisibles a ull nu, i van donar "la profunditat i la intensitat de visió que només la transformació artística pot aconseguir." Si bé es va fer certa alteració pel bé de la composició estètica, va ser important per a Estes que els objectes centrals i els reflectits fossin reconeixibles, però també que es retingués la qualitat evanescent de les reflexions.
Va tenir una exposició en solitari l'any 1968 a la Galeria d'Allan Stone. Les seves obres també han estat exhibides al Metropolitan Museu of Art, al Museu Whitney, al Thyssen-Bornemisza, i al Museu Guggenheim. A l'any 1971, va ser elegit a l'Acadèmia Nacional de Disseny com un membre associat, i va esdevenir acadèmic a l'any 1984. L'octubre de 2017 exposaria en solitari a la Galeria Marlboruough de Barcelona.